# Phare Nojimazaki
Le (phare Nojimazaki (野島埼灯台, Nojimazaki tōdai) est un phare japonais situé à l'extrémité sud de la péninsule de Bōsō dans la préfecture de Chiba au Japon.
Mis en service en 1869, il a été construit pendant l'ère Meiji par l'ingénieur français Léonce Verny. C'est le second phare terminé au Japon après le phare Kannonzaki, situé de l'autre côté de la baie de Tokyo.
Il a été endommagé lors du tremblement de terre de 1923, reconstruit en 1925, et à nouveau endommagé lors de bombardements en 1945.
D'une hauteur de 29 m, il est ouvert au public qui peut visiter un petit musée ; il offre également une vision panoramique.
Il est référencé à l'Association internationale de signalisation maritime et par le gouvernement japonais en tant que monument historique.

## Galerie

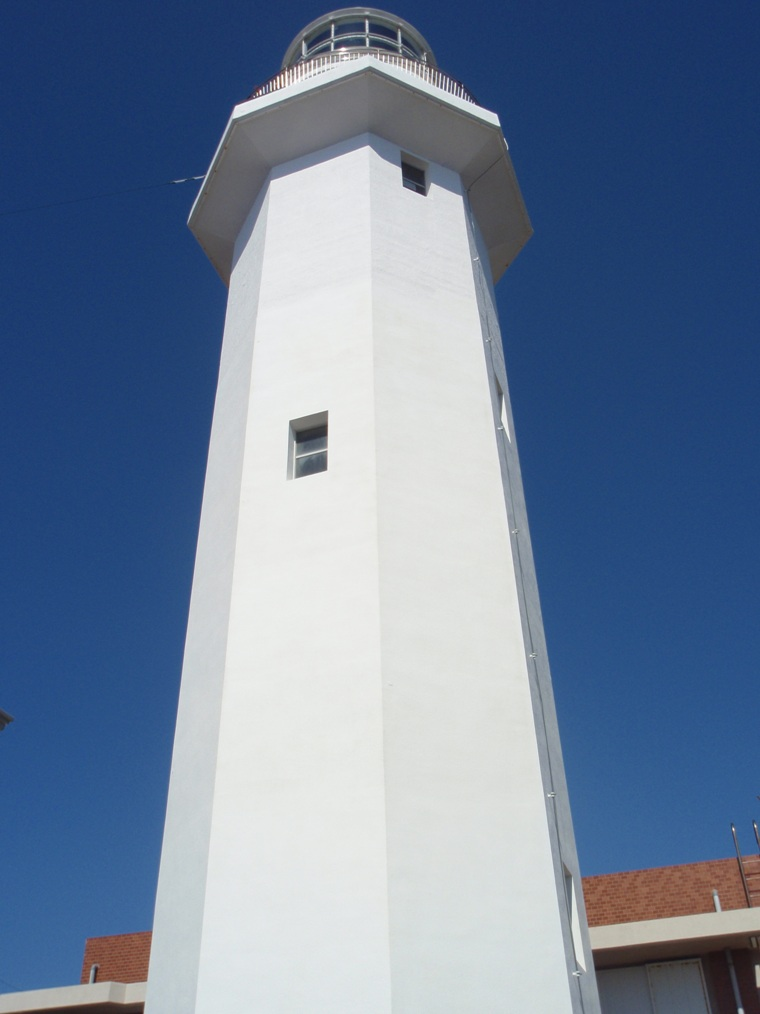
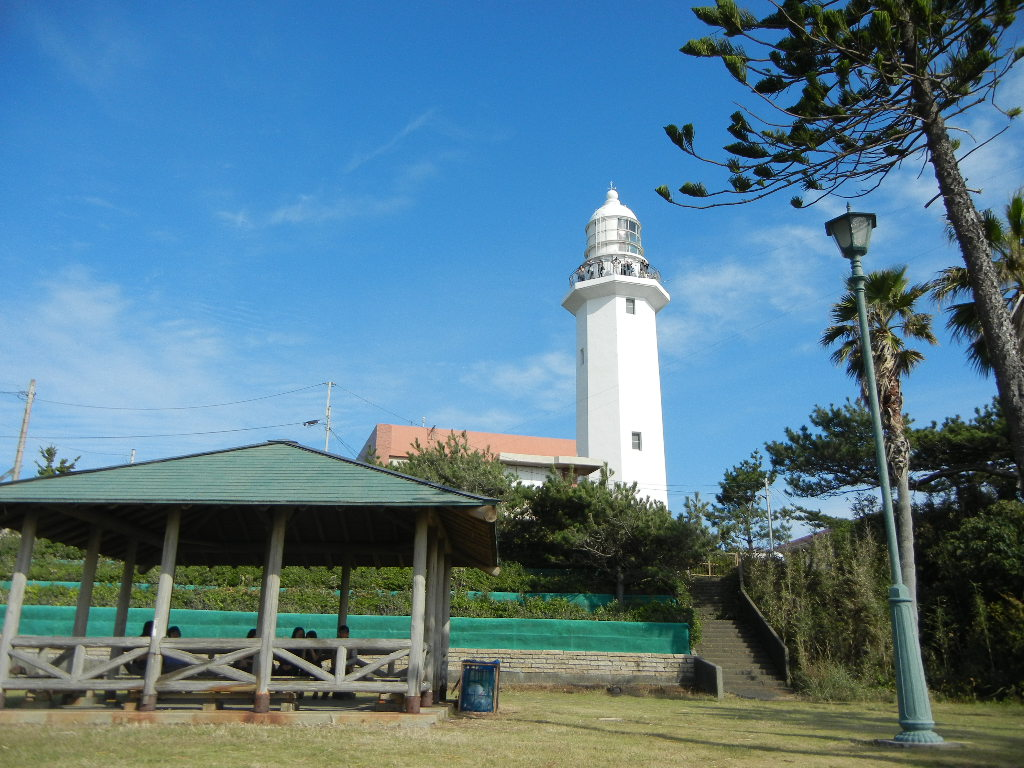
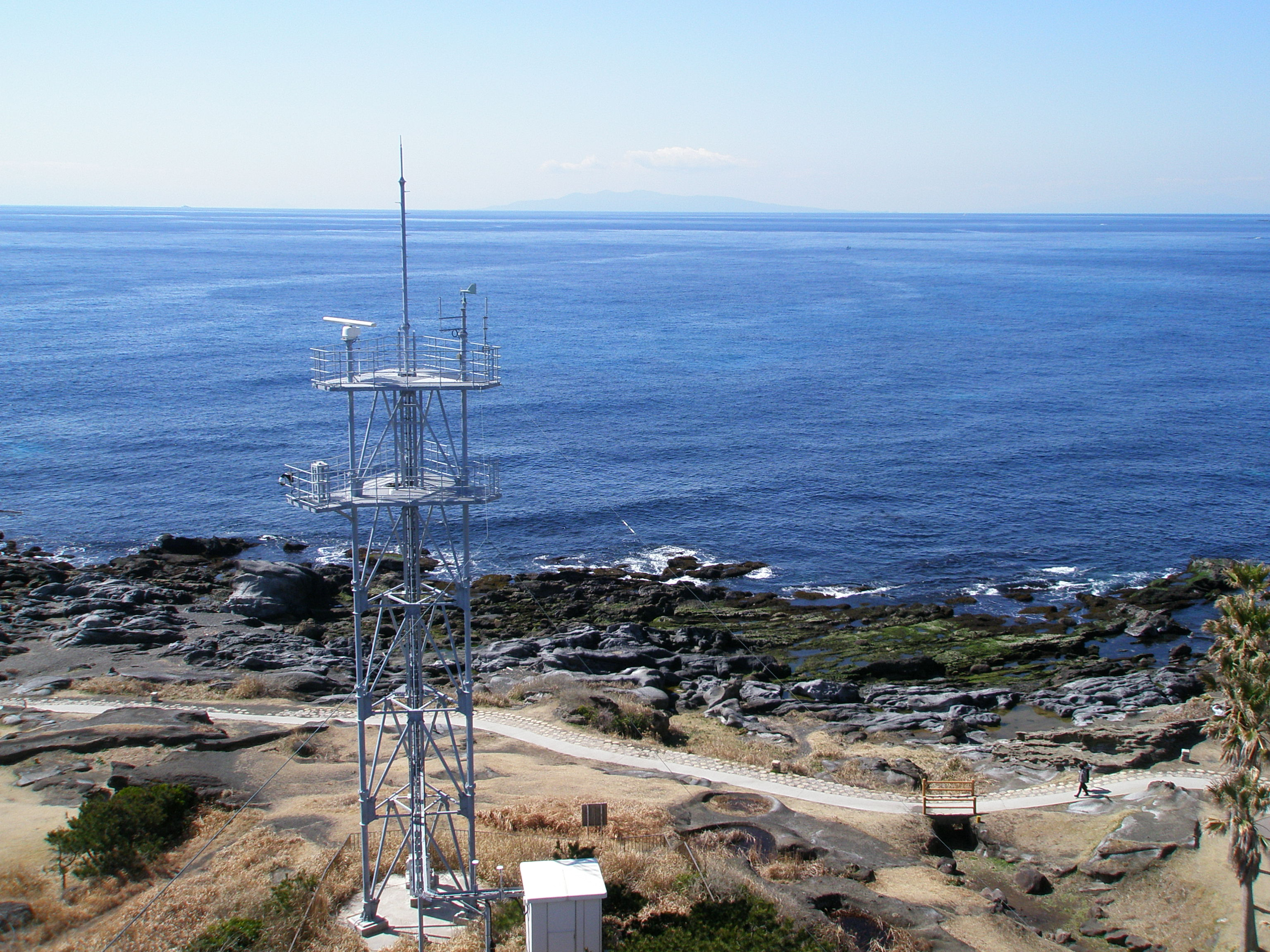